# Filmjahr 1981
Liste der Filmjahre

◄◄ | ◄ | 1977 | 1978 | 1979 | 1980 | Filmjahr 1981 | 1982 | 1983 | 1984 | 1985 | ► | ►►

Weitere Ereignisse

## Ereignisse
- 12. Januar: Im US-TV-Sender ABC hat die Fernsehserie Der Denver-Clan Premiere.
- 14. Februar: Die erste Folge der ZDF-Show Wetten, dass..? wird mit dem Erfinder der Show, Frank Elstner, als Moderator ausgestrahlt.
- 5. März: Der ORF strahlt in Zusammenarbeit mit ARD und Schweizer Fernsehen die erste Folge der Unterhaltungssendung Musikantenstadl mit der Moderation von Karl Moik und Hias aus, die eine der erfolgreichsten Produktionen des Senders wird.
- 17. September: Uraufführung von Das Boot (Regie: Wolfgang Petersen). Dieser in verschiedenen Versionen geschnittene Film erweist sich bei seinen Kino- und Fernsehausstrahlungen auch international als sehr erfolgreich. Mit knapp 6 Millionen Kinobesuchern gehört er in Deutschland zu den zehn erfolgreichsten deutschen Produktionen. In den USA rangiert er auf Platz 2 der erfolgreichsten deutschen Produktionen.
- MGM kauft den angeschlagenen Konkurrenten United Artists von dessen Mutterkonzern Transamerica Corporation. UA hatte zuvor mit dem Film Heaven’s Gate massive Verluste gemacht.
- Das Österreichische Filminstitut wird gegründet.
- Tom Cruise hat sein Debüt in dem Film Endlose Liebe
- Die Sieger der BRAVO Otto Leserwahl 1981:
  - Kategorie – männliche Filmstars: Gold Roger Moore, Silber Matt Dillon, Bronze Christopher Atkins
  - Kategorie – weibliche Filmstars: Gold Farrah Fawcett, Silber Kristy McNichol, Bronze Brooke Shields
- Der Österreichische Rundfunk (ORF) und das Österreichische Filminstitut (ÖFI) beschließen am 12. Oktober das Film-/Fernseh-Abkommen.

## Top 10 der erfolgreichsten Filme

### In Deutschland
Die zehn erfolgreichsten Filme an den deutschen Kinokassen nach Besucherzahlen (Stand: 18. November 2018):
| Platz           | Filmtitel                                     | Besucher  |
| --------------- | --------------------------------------------- | --------- |
| 1.              | Cap und Capper – Zwei Freunde auf acht Pfoten | 5.011.443 |
| 2.              | James Bond 007 – In tödlicher Mission         | 4.845.496 |
| 3.              | Auf dem Highway ist die Hölle los             | 4.838.000 |
| 4.              | Christiane F. – Wir Kinder vom Bahnhof Zoo    | 4.699.090 |
| 5.              | Das Boot                                      | 3.845.596 |
| 6.              | Die Klapperschlange                           | 2.602.998 |
| 7.              | Jäger des verlorenen Schatzes                 | 2.498.639 |
| 8.              | Zwei Asse trumpfen auf                        | 2.229.193 |
| 9.              | Eine Faust geht nach Westen                   | 1.953.000 |
| 10.             | Eis am Stiel 3 – Liebeleien                   | 1.757.426 |
| Kinostarts 1981 |                                               |           |

### In den USA und Kanada
Die zehn erfolgreichsten Filme an den nordamerikanischen Kinokassen nach Einspielergebnis.
| Platz | Filmtitel               | Einspielergebnis in US-Dollar |
| ----- | ----------------------- | ----------------------------- |
| 1.    | Raiders of the Lost Ark | 212.222.025                   |
| 2.    | On Golden Pond          | 119.285.432                   |
| 3.    | Superman II             | 108.185.706                   |
| 4.    | Arthur                  | 95.461.682                    |
| 5.    | Stripes                 | 85.297.000                    |
| 6.    | The Cannonball Run      | 72.179.579                    |
| 7.    | Chariots of Fire        | 58.972.904                    |
| 8.    | For Your Eyes Only      | 54.812.802                    |
| 9.    | The Four Seasons        | 50.427.646                    |
| 10.   | Time Bandits            | 42.365.581                    |

## Filmpreise

### Golden Globe Award
Am 31. Januar findet im Beverly Hilton Hotel in Los Angeles die Golden-Globe-Verleihung statt.
- Bestes Drama: Eine ganz normale Familie von Robert Redford
- Bestes Musical/Komödie: Nashville Lady von Michael Apted
- Bester Schauspieler (Drama): Robert De Niro in Wie ein wilder Stier
- Beste Schauspielerin (Drama): Mary Tyler Moore in Eine ganz normale Familie
- Bester Schauspieler (Musical/Komödie): Ray Sharkey in The Idolmaker
- Beste Schauspielerin (Musical/Komödie): Sissy Spacek in Nashville Lady
- Bester Nebendarsteller: Timothy Hutton in Eine ganze normale Familie
- Beste Nebendarstellerin: Mary Steenburgen in Melvin und Howard
- Bester Regisseur: Robert Redford für Eine ganz normale Familie
- Cecil B. DeMille Award: Gene Kelly

### Academy Awards
Die Oscarverleihung findet am 31. März im Dorothy Chandler Pavilion in Los Angeles statt. Moderator ist Johnny Carson.
- Bester Film: Eine ganz normale Familie von Robert Redford
- Bester Hauptdarsteller: Robert De Niro in Wie ein wilder Stier
- Beste Hauptdarstellerin: Sissy Spacek in Nashville Lady
- Bester Regisseur: Robert Redford für Eine ganz normale Familie
- Bester Nebendarsteller: Timothy Hutton in Eine ganz normale Familie
- Beste Nebendarstellerin: Mary Steenburgen in Melvin und Howard
- Beste Musik und bester Song: Michael Gore für Fame – Der Weg zum Ruhm
- Bester fremdsprachiger Film: Moskau glaubt den Tränen nicht von Wladimir Menschow
- Ehrenoscar: Henry Fonda

Vollständige Liste der Preisträger

### Internationale Filmfestspiele von Cannes 1981
Das Festival beginnt am 13. Mai und endet am 27. Mai. Die Jury unter Präsident Jacques Deray vergibt folgende Preise:
- Goldene Palme: Der Mann aus Eisen von Andrzej Wajda
- Bester Schauspieler: Ugo Tognazzi in Die Tragödie eines lächerlichen Mannes
- Beste Schauspielerin: Isabelle Adjani in Quartett und Possession
- Großer Preis der Jury: Lichtjahre entfernt von Alain Tanner

### Internationale Filmfestspiele Berlin 1981
Das Festival beginnt am 13. Februar und endet am 24. Februar. Die Jury unter Präsidentin Jutta Brückner vergibt folgende Preise:
- Goldener Bär: Los, Tempo! von Carlos Saura
- Bester Schauspieler: Anatoli Solonizyn in 26 Tage aus dem Leben Dostojewskis und Jack Lemmon in Ein Sommer in Manhattan
- Beste Schauspielerin: Barbara Grabowska in Fieber

### Filmfestspiele von Venedig
Das Festival beginnt am 2. September und endet am 11. September. Die Jury unter Präsident Italo Calvino vergibt folgende Preise:
- Goldener Löwe: Die bleierne Zeit von Margarethe von Trotta
- Spezialpreis der Jury: Goldene Träume von Nanni Moretti und Ohne Schlips und Kragen von Leon Hirszman

### Deutscher Filmpreis
- Bester Film: Jede Menge Kohle von Adolf Winkelmann
- Beste Regie: Walter Bockmayer und Rolf Bührmann für Looping
- Beste Hauptdarstellerin: Ingrid Caven für Looping und Ilse Pagé für Engel aus Eisen
- Bester Hauptdarsteller: Sigfrit Steiner für Der Mond ist nur a nackerte Kugel und Rolf Zacher für Endstation Freiheit

### César
- Bester Film: Die letzte Metro von François Truffaut
- Beste Regie: François Truffaut für Die letzte Metro
- Bester Hauptdarsteller: Gérard Depardieu für Die letzte Metro
- Beste Hauptdarstellerin: Catherine Deneuve für Die letzte Metro
- Bester Nebendarsteller: Jacques Dufilho für Der ungeratene Sohn
- Beste Nebendarstellerin: Nathalie Baye für Rette sich, wer kann (das Leben)
- Bester ausländischer Film: Kagemusha – Der Schatten des Kriegers von Akira Kurosawa

### British Academy Film Award
- Bester Film: Der Elefantenmensch von David Lynch
- Beste Regie: Akira Kurosawa für Kagemusha – Der Schatten des Kriegers
- Bester Hauptdarsteller: John Hurt für Der Elefantenmensch
- Beste Hauptdarstellerin: Judy Davis für Meine brillante Karriere

### New York Film Critics Circle Award
- Bester Film: Reds von Warren Beatty
- Beste Regie: Sidney Lumet für Prince of the City
- Bester Hauptdarsteller: Burt Lancaster in Atlantic City, USA
- Beste Hauptdarstellerin: Glenda Jackson in Stevie
- Bester Nebendarsteller: John Gielgud in Arthur – Kein Kind von Traurigkeit
- Beste Nebendarstellerin: Mona Washbourne in Stevie
- Beste Kamera: David Watkin für Die Stunde des Siegers
- Bester ausländischer Film: Asphalt-Haie von Héctor Babenco

### National Board of Review
- Bester Film: Reds von Warren Beatty und Die Stunde des Siegers von Hugh Hudson
- Beste Regie: Warren Beatty für Reds
- Bester Hauptdarsteller: Henry Fonda in Am goldenen See
- Beste Hauptdarstellerin: Glenda Jackson in Stevie
- Bester Nebendarsteller: Jack Nicholson in Reds
- Beste Nebendarstellerin: Mona Washbourne in Stevie
- Bester fremdsprachiger Film: Tage aus dem Leben Ilja Oblomows von Nikita Michalkow

### Los Angeles Film Critics Association Awards
- Bester Film: Atlantic City, USA von Louis Malle
- Beste Regie: Warren Beatty für Reds
- Bester Hauptdarsteller: Burt Lancaster in Atlantic City, USA
- Beste Hauptdarstellerin: Meryl Streep in Die Geliebte des französischen Leutnants
- Bester Nebendarsteller: John Gielgud in Arthur – Kein Kind von Traurigkeit
- Beste Nebendarstellerin: Maureen Stapleton in Reds
- Bester fremdsprachiger Film: Asphalt-Haie von Héctor Babenco
- Lebenswerk: Barbara Stanwyck

### Weitere Filmpreise und Auszeichnungen
- AFI Life Achievement Award: Fred Astaire
- Australian Film Institute Award: Gallipoli von Peter Weir
- David di Donatello: Ricomincio da tre (Bester italienischer Film)
- Deutscher Kritikerpreis: Margarethe von Trotta
- Directors Guild of America Award: Robert Redford für Eine ganz normale Familie, George Cukor und Joseph L. Mankiewicz (jeweils Preise für ihr Lebenswerk)
- Ernst-Lubitsch-Preis: Marius Müller-Westernhagen für Theo gegen den Rest der Welt
- Evening Standard British Film Award: Yanks – Gestern waren wir noch Fremde von John Schlesinger
- Gilde-Filmpreis: Fame – Der Weg zum Ruhm von Alan Parker (Gold ausländischer Film), Kleine Fluchten von Yves Yersin (Silber ausländischer Film), Lena Rais von Christian Rischert (Gold deutscher Film), Die wunderbaren Jahre von Reiner Kunze (Silber deutscher Film)
- Goldener Leopard: Das Rad des Glücks von Rabindra Dharmaraj
- Guldbagge: Heimliche Ausflüge von Kay Pollak
- Louis-Delluc-Preis: Eine merkwürdige Karriere von Pierre Granier-Deferre
- Max-Ophüls-Preis: Taxi zum Klo von Frank Ripploh
- Nastro d’Argento: Drei Brüder von Francesco Rosi und Kagemusha – Der Schatten des Kriegers von Akira Kurosawa
- National Society of Film Critics Award: Melvin und Howard von Jonathan Demme
- People’s Choice Award: Das Imperium schlägt zurück von Irvin Kershner (populärster Film), Clint Eastwood (populärster Schauspieler), Jane Fonda (populärste Schauspielerin)
- Preis der deutschen Filmkritik: Das letzte Loch von Herbert Achternbusch
- Toronto International Film Festival: Die Stunde des Siegers von Hugh Hudson (Publikumspreis)
- Writers Guild of America Award: Melvin und Howard (Bestes Originaldrehbuch, Drama), Schütze Benjamin (Bestes Originaldrehbuch, Komödie), Eine ganz normale Familie (Bestes adaptiertes Drehbuch, Drama), Die unglaubliche Reise in einem verrückten Flugzeug (Bestes adaptiertes Drehbuch, Komödie), Ben Hecht (Postum für sein Lebenswerk)
- Young Artist Award: Touched by Love von Gus Trikonis (Bester Film), Justin Henry in Kramer gegen Kramer (Bester Darsteller), Diane Lane in Touched by Love (Beste Darstellerin)

## Geburtstage

### Januar bis März
Januar

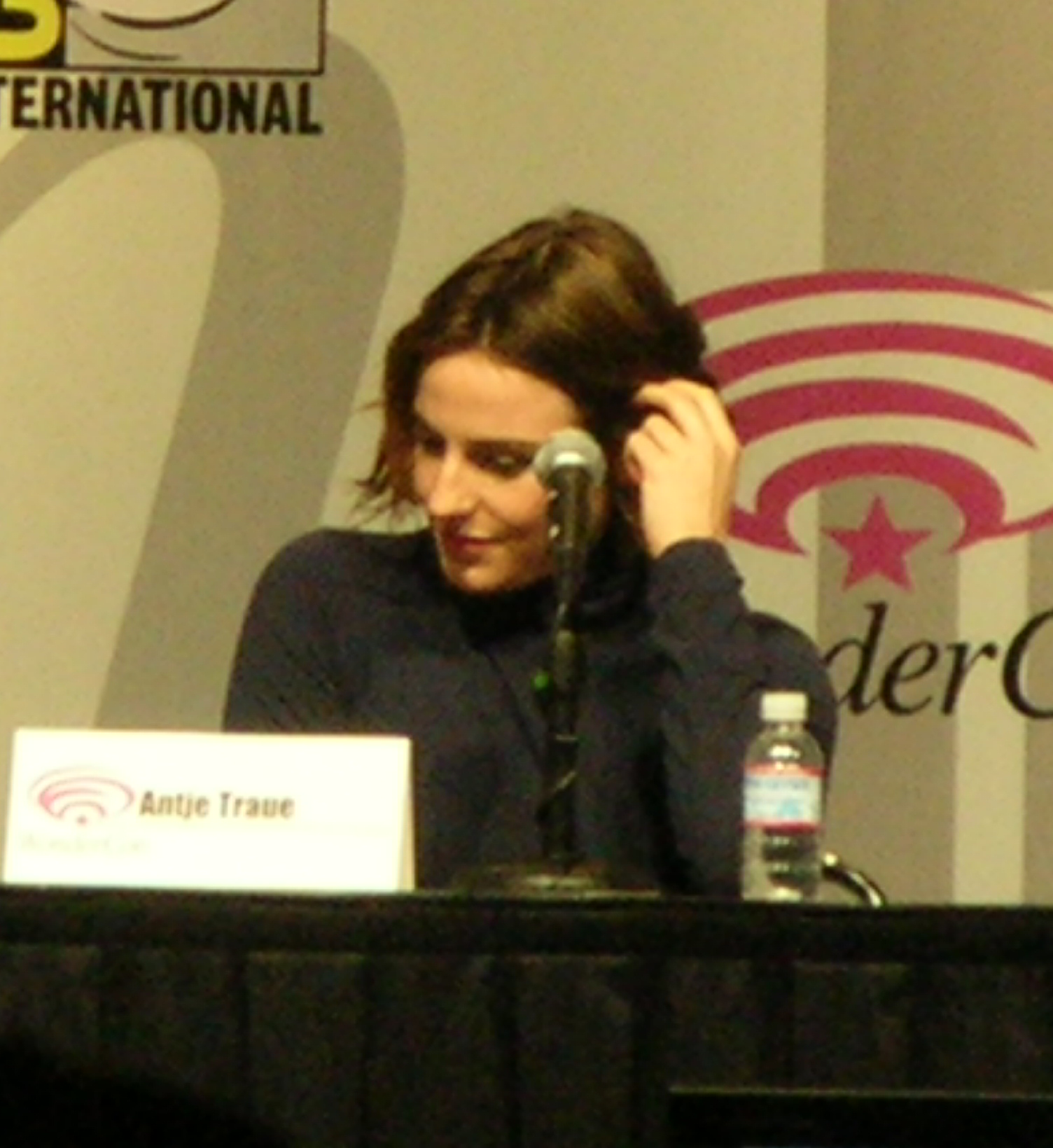
Antje Traue (* 18. Januar)

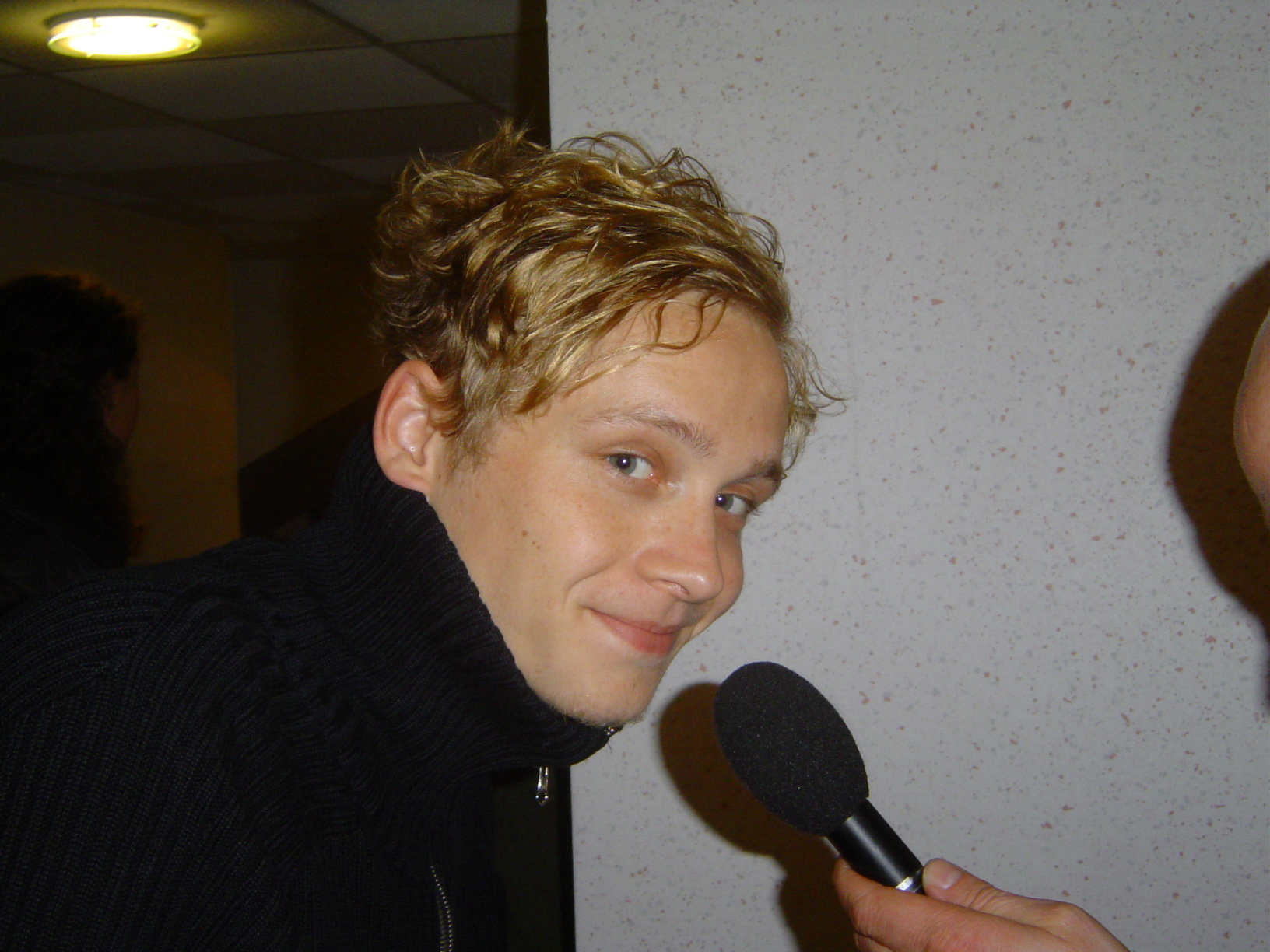
Matthias Schweighöfer (* 11. März)

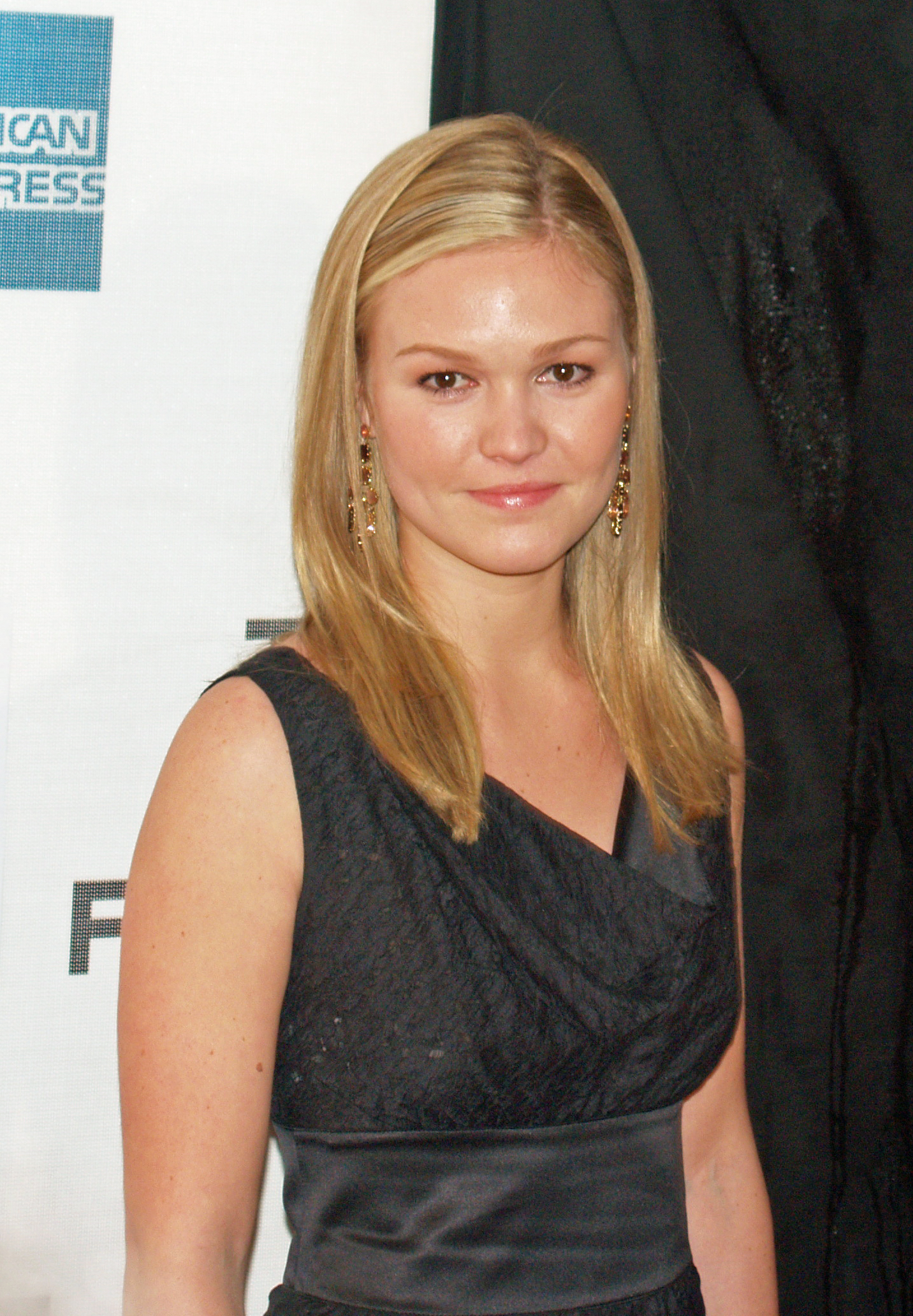
Julia Stiles (* 28. März)

- 06. Januar: Rinko Kikuchi, japanische Schauspielerin
- 06. Januar: Jérémie Renier, belgischer Schauspieler
- 17. Januar: Scott Mechlowicz, US-amerikanischer Schauspieler
- 18. Januar: Antje Traue, deutsche Schauspielerin
- 21. Januar: Izabella Miko, US-amerikanisch-polnische Schauspielerin
- 22. Januar: Beverley Mitchell, US-amerikanische Schauspielerin
- 22. Januar: August Wittgenstein, deutsch-schwedischer Schauspieler
- 23. Januar: Julia Jones, US-amerikanische Schauspielerin
- 25. Januar: Tim Kruger, deutscher Pornodarsteller und Regisseur († 2025)
- 26. Januar: Colin O’Donoghue, irischer Schauspieler
- 28. Januar: Elijah Wood, US-amerikanischer Schauspieler
- 31. Januar: Constanze Behrends, deutsche Schauspielerin und Sängerin

Februar
- 05. Februar: Nora Zehetner, US-amerikanische Schauspielerin
- 17. Februar: Joseph Gordon-Levitt, US-amerikanischer Schauspieler
- 27. Februar: Aino Laberenz, deutsche Bühnen- und Kostümbildnerin

März
- 01. März: Adam LaVorgna, US-amerikanischer Schauspieler
- 02. März: Bryce Dallas Howard, US-amerikanische Schauspielerin
- 06. März: Ellen Muth, US-amerikanische Schauspielerin
- 07. März: Andreas Wilson, schwedischer Schauspieler
- 11. März: David Anders, US-amerikanischer Schauspieler
- 11. März: Matthias Schweighöfer, deutscher Schauspieler
- 13. März: April Matson, US-amerikanische Schauspielerin
- 18. März: Vanessa Lee Evigan, US-amerikanische Schauspielerin
- 19. März: Kim Rae-won, südkoreanischer Schauspieler
- 20. März: Jake Hoffman, US-amerikanischer Schauspieler
- 26. März: Luke Ford, australischer Schauspieler
- 28. März: Julia Stiles, US-amerikanische Schauspielerin
- 30. März: Katy Mixon, US-amerikanische Schauspielerin

### April bis Juni
April

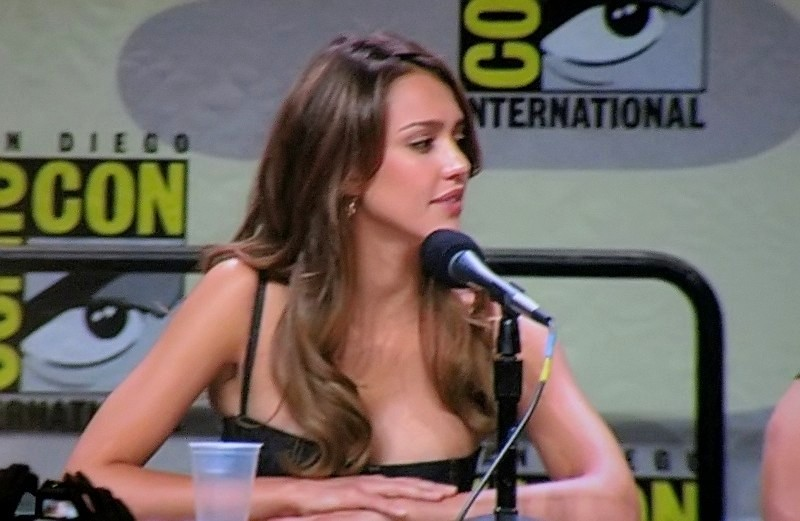
Jessica Alba (* 28. April)

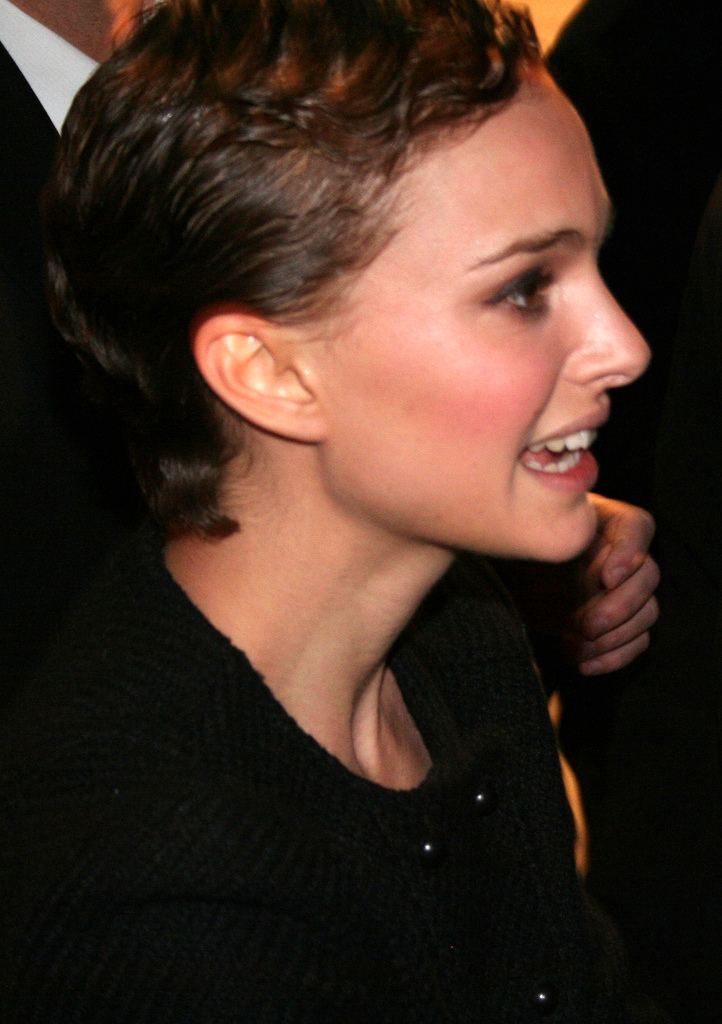
Natalie Portman (* 9. Juni)

- 02. April: Bethany Joy Lenz, US-amerikanische Schauspielerin
- 05. April: Tom Riley, britischer Schauspieler
- 06. April: Eliza Coupe, US-amerikanische Schauspielerin
- 10. April: Michael Pitt, US-amerikanischer Schauspieler
- 15. April: Picco von Groote, deutsche Schauspielerin
- 17. April: Charlie Hofheimer, US-amerikanischer Schauspieler
- 19. April: Hayden Christensen, kanadischer Schauspieler
- 19. April: Catalina Sandino Moreno, kolumbianische Schauspielerin
- 21. April: Lina Beckmann, deutsche Schauspielerin
- 26. April: Teresa Weißbach, deutsche Schauspielerin
- 26. April: Mariana Ximenes, brasilianische Schauspielerin
- 28. April: Jessica Alba, US-amerikanische Schauspielerin
- 28. April: Cheyenne Rushing, US-amerikanische Schauspielerin

Mai
- 08. Mai: Stephen Amell, kanadischer Schauspieler
- 08. Mai: Bernhard Conrad, deutscher Schauspieler und Sprecher
- 11. Mai: Austin O’Brien, US-amerikanischer Schauspieler
- 12. Mai: Rami Malek, US-amerikanischer Schauspieler
- 13. Mai: Rebecka Liljeberg, schwedische Schauspielerin
- 14. Mai: Philippe Reinhardt, schweizerischer Schauspieler
- 15. Mai: Jamie-Lynn Sigler, US-amerikanische Schauspielerin
- 16. Mai: Jim Sturgess, britischer Schauspieler
- 17. Mai: Cosma Shiva Hagen, deutsche Schauspielerin
- 27. Mai: Helmut La, österreichischer Schauspieler

Juni
- 06. Juni: Felix Nottensteiner, deutscher Schauspieler
- 07. Juni: Larisa Oleynik, US-amerikanische Schauspielerin
- 09. Juni: Celina Jaitley, indische Bollywood-Schauspielerin
- 09. Juni: Natalie Portman, US-amerikanische Schauspielerin
- 10. Juni: Jonathan Bennett, US-amerikanischer Schauspieler
- 12. Juni: Nora Tschirner, deutsche Schauspielerin und Moderatorin
- 13. Juni: Chris Evans, US-amerikanischer Schauspieler
- 20. Juni: Alisan Porter, US-amerikanische Schauspielerin
- 22. Juni: Amanda Brooks, US-amerikanische Schauspielerin
- 25. Juni: Joe Taslim, indonesischer Schauspieler
- 30. Juni: Tom Burke, britischer Schauspieler
- 30. Juni: Alissa Jung, deutsche Schauspielerin

### Juli bis September
Juli

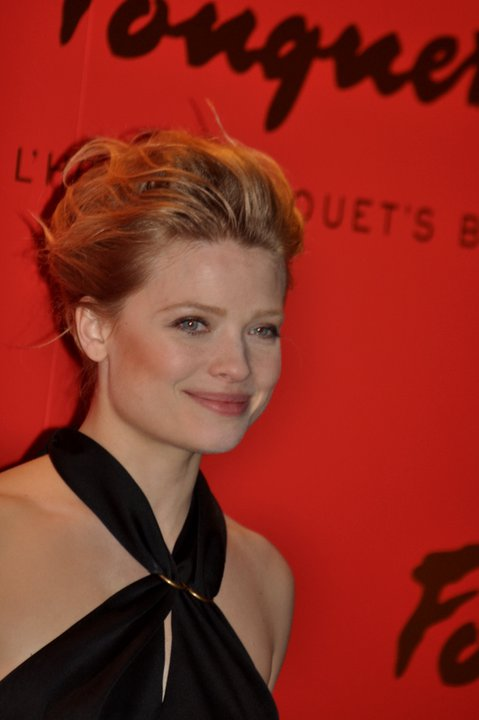
Mélanie Thierry (* 17. Juli)

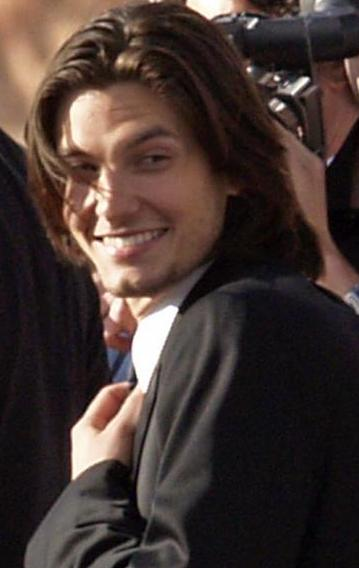
Ben Barnes (* 20. August)

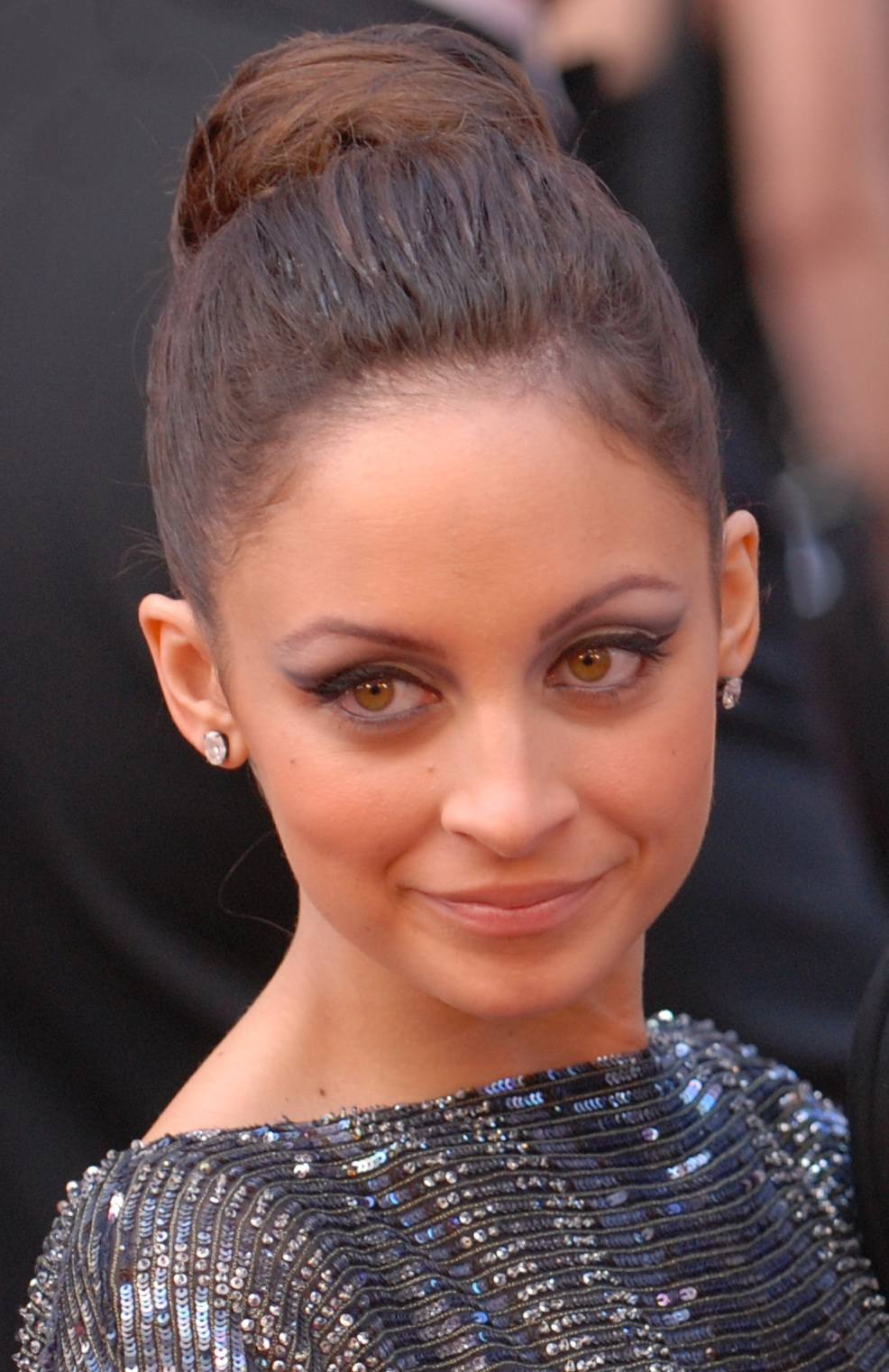
Nicole Richie (* 21. September)

- 01. Juli: Nick Nicotera, US-amerikanischer Schauspieler
- 02. Juli: Eralp Uzun, deutscher Schauspieler († 2013)
- 04. Juli: Alexander Merbeth, deutscher Schauspieler
- 04. Juli: Tahar Rahim, französischer Schauspieler
- 04. Juli: Friedemann Thiele, deutscher Schauspieler
- 05. Juli: Ryan Hansen, US-amerikanischer Schauspieler
- 06. Juli: Sandra Knoll, österreichische Schauspielerin
- 08. Juli: Ashley Blue, US-amerikanische Pornodarstellerin
- 14. Juli: Trevor Fehrman, US-amerikanischer Schauspieler
- 14. Juli: Pablo Sprungala, deutscher Schauspieler
- 15. Juli: Taylor Kinney, US-amerikanischer Schauspieler
- 17. Juli: Jakob M. Erwa, österreichischer Regisseur und Drehbuchautor
- 17. Juli: Mélanie Thierry, französische Schauspielerin
- 18. Juli: Angela Trimbur, US-amerikanische Schauspielerin
- 21. Juli: Gerrit Jansen, deutscher Schauspieler
- 23. Juli: Susan Hoecke, deutsche Schauspielerin und Fotomodell
- 31. Juli: Eric Lively, US-amerikanischer Schauspieler

August
- 04. August: Florian Silbereisen, deutscher Fernsehmoderator, Schauspieler und Sänger
- 08. August: Meagan Good, US-amerikanische Schauspielerin
- 10. August: Yaani King, US-amerikanische Schauspielerin
- 20. August: Ben Barnes, britischer Sänger und Schauspieler
- 20. August: Jacob Weigert, deutscher Schauspieler und Sprecher
- 22. August: Ross Marquand, US-amerikanischer Schauspieler
- 24. August: Chad Michael Murray, US-amerikanischer Schauspieler
- 25. August: Rachel Bilson, US-amerikanische Schauspielerin
- 29. August: Émilie Dequenne, belgische Schauspielerin († 2025)
- 29. August: Michelle Meadows, schwedische Schauspielerin

September
- 01. September: Nina Zanjani, schwedische Schauspielerin
- 04. September: Beyoncé Knowles, US-amerikanische Schauspielerin
- 07. September: Hannah Herzsprung, deutsche Schauspielerin
- 09. September: Julie Gonzalo, US-amerikanische Schauspielerin
- 11. September: Paul Pieck, deutscher Kameramann
- 12. September: Jennifer Hudson, US-amerikanische Schauspielerin
- 16. September: Alexis Bledel, US-amerikanische Schauspielerin
- 18. September: Jennifer Tisdale, US-amerikanische Schauspielerin
- 21. September: Nicole Richie, US-amerikanische Schauspielerin
- 24. September: Sebastian Edtbauer, deutscher Schauspieler
- 24. September: Yūki Matsuzaki, japanischer Schauspieler
- 25. September: Axel Fischer, deutscher Schauspieler
- 25. September: Lee Norris, US-amerikanischer Schauspieler
- 26. September: Stéphanie Blanchoud, belgisch-schweizerische Schauspielerin und Autorin
- 26. September: Collien Ulmen-Fernandes, deutsche Fernsehmoderatorin, Schauspielerin und Model
- 27. September: Cytherea, US-amerikanische Pornodarstellerin
- 27. September: Mirjam Weichselbraun, österreichische Schauspielerin und Synchronsprecherin
- 28. September: Gül Gölge, türkische Schauspielerin

### Oktober bis Dezember
Oktober

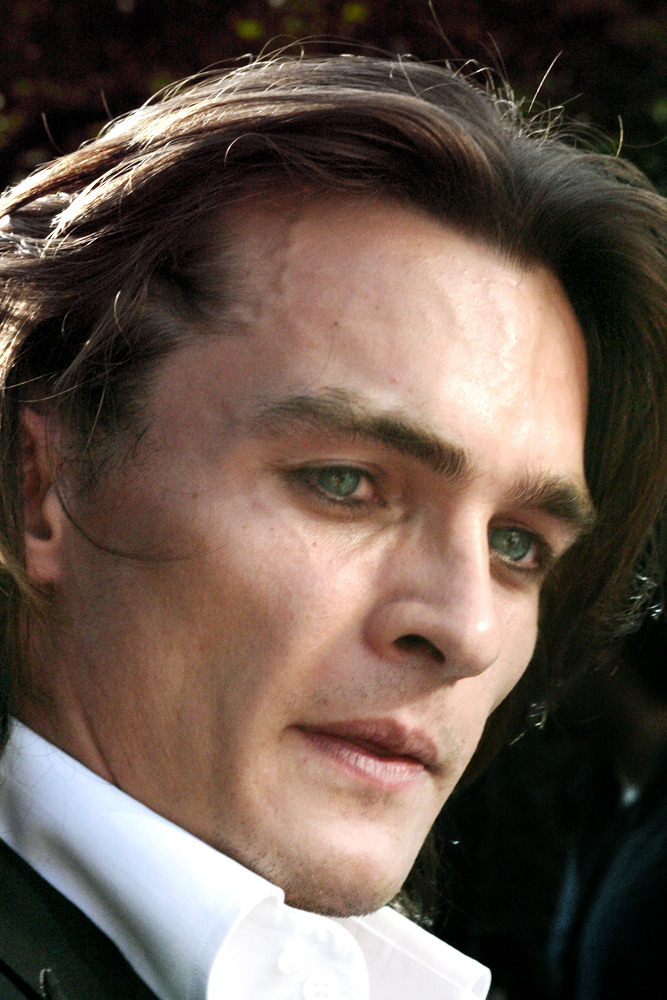
Rupert Friend (* 1. Oktober)

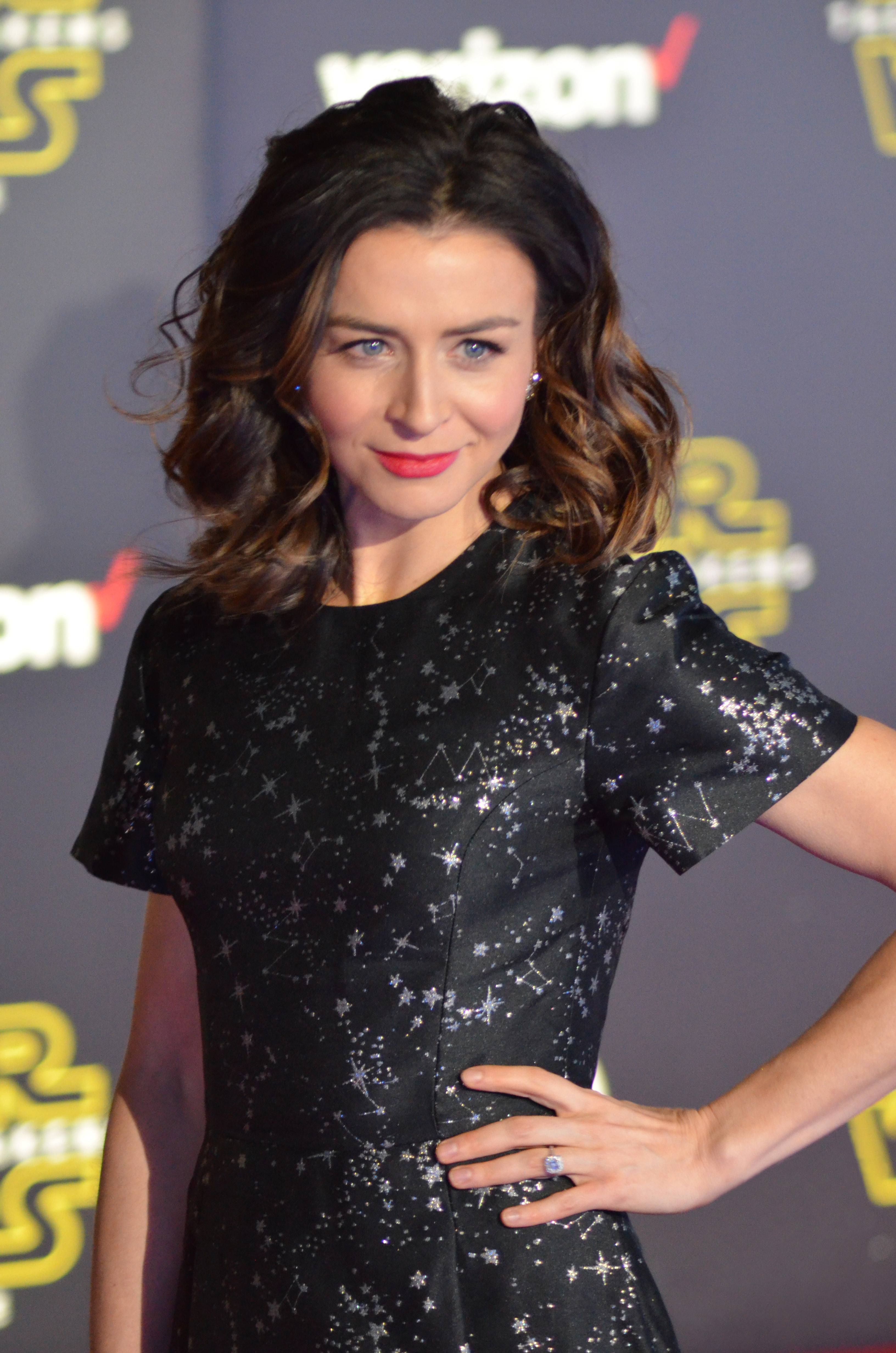
Caterina Scorsone (* 16. Oktober)

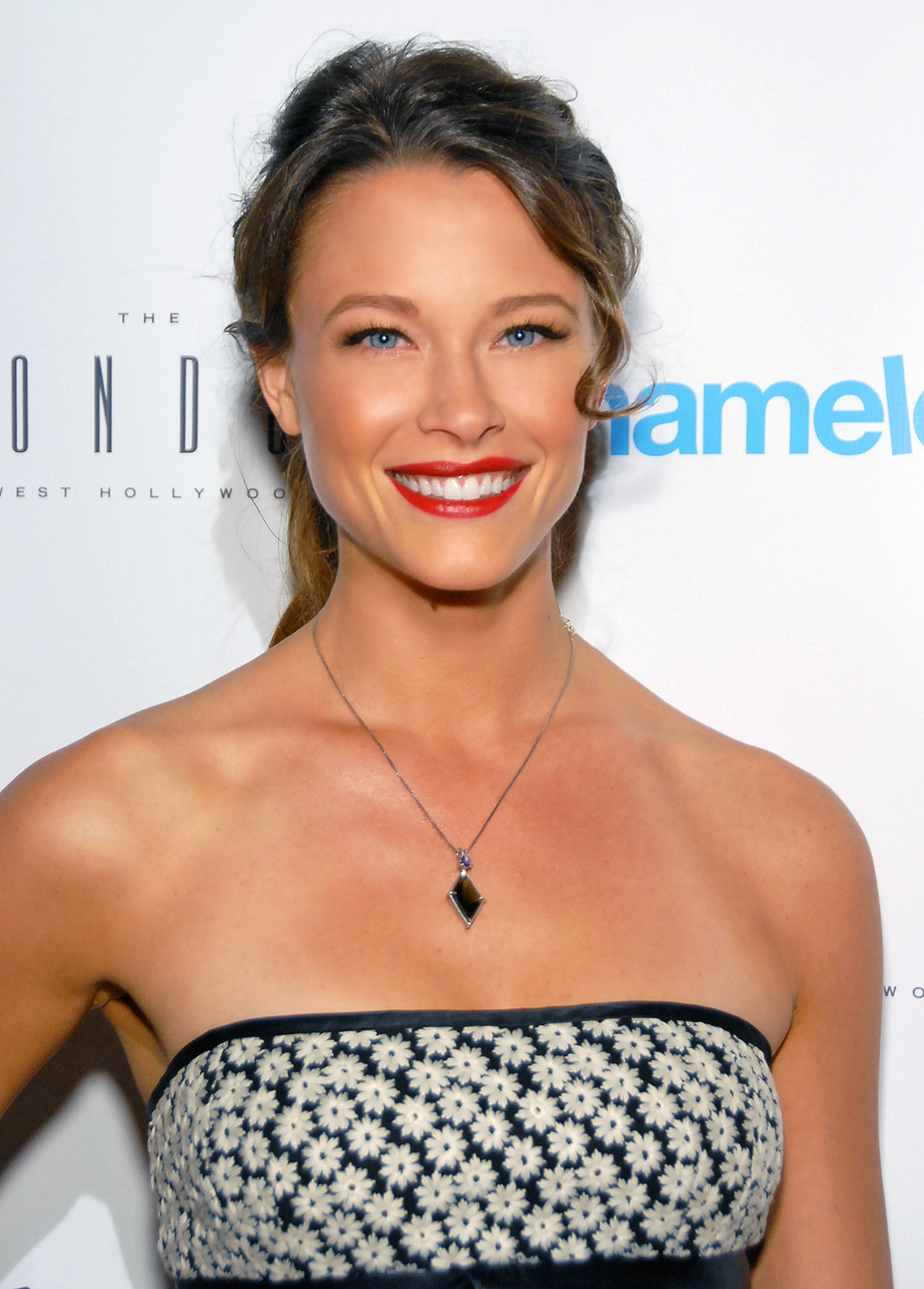
Scottie Thompson (* 9. November)

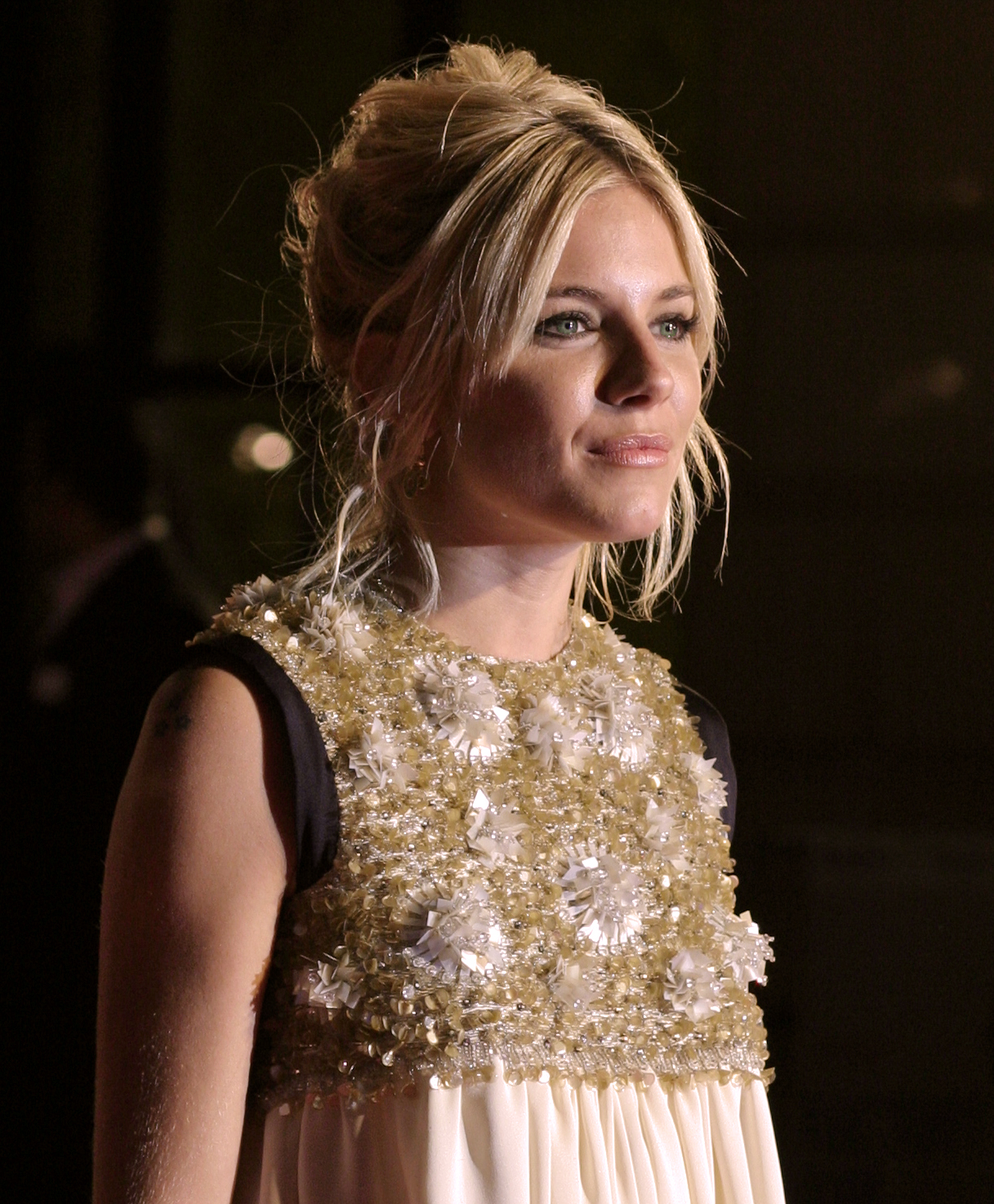
Sienna Miller (* 28. Dezember)

- 01. Oktober: Rupert Friend, britischer Schauspieler
- 02. Oktober: Erik Fellows, US-amerikanischer Schauspieler und Model
- 02. Oktober: Annette Strasser, deutsche Schauspielerin
- 03. Oktober: Seth Gabel, US-amerikanischer Schauspieler
- 03. Oktober: Daniel James, neuseeländischer Schauspieler und Synchronsprecher
- 07. Oktober: Jelena Jensen, US-amerikanische Pornodarstellerin
- 09. Oktober: Zachery Ty Bryan, US-amerikanischer Schauspieler
- 09. Oktober: Tad Hilgenbrink, US-amerikanischer Schauspieler
- 12. Oktober: Thomas Guiry, US-amerikanischer Schauspieler
- 12. Oktober: Brian J. Smith, US-amerikanischer Schauspieler
- 16. Oktober: Brea Grant, US-amerikanische Schauspielerin
- 16. Oktober: Caterina Scorsone, kanadische Schauspielerin
- 17. Oktober: Sophie Dal, deutsche Schauspielerin türkischer Abstammung
- 19. Oktober: Karoline Schuch, deutsche Schauspielerin
- 22. Oktober: Michael Fishman, US-amerikanischer Schauspieler
- 24. Oktober: Natalie Langer, deutsche Moderatorin und Schauspielerin
- 24. Oktober: Jemima Rooper, britische Schauspielerin
- 24. Oktober: Tila Tequila, US-amerikanische Sängerin und Schauspielerin
- 25. Oktober: Josh Henderson, US-amerikanischer Schauspieler

November
- 01. November: Matt L. Jones, US-amerikanischer Schauspieler
- 07. November: Murathan Muslu, österreichischer Schauspieler
- 08. November: Azura Skye, US-amerikanische Schauspielerin
- 09. November: Scottie Thompson, US-amerikanische Schauspielerin
- 13. November: Shawn Yue, chinesischer Schauspieler
- 17. November: Sarah Harding, britische Tänzerin, Sängerin und Schauspielerin († 2021)
- 18. November: Vittoria Puccini, italienische Schauspielerin
- 18. November: Christina Vidal, US-amerikanische Schauspielerin
- 24. November: Michael Patrick Carter, US-amerikanischer Schauspieler
- 27. November: Nina Hartmann, österreichische Schauspielerin
- 30. November: Swann Arlaud, französischer Schauspieler
- 30. November: Teddy Dunn, US-amerikanischer Schauspieler
- 30. November: Olga Krasko, russische Schauspielerin

Dezember
- 01. Dezember: Nora Waldstätten, österreichische Schauspielerin
- 02. Dezember: Lesley-Ann Brandt, südafrikanische Schauspielerin
- 02. Dezember: Eric Jungmann, US-amerikanischer Schauspieler
- 02. Dezember: Britney Spears, US-amerikanische Sängerin und Schauspielerin
- 03. Dezember: Liza Lapira, US-amerikanische Schauspielerin
- 05. Dezember: Adan Canto, mexikanischer Schauspieler († 2024)
- 15. Dezember: Michelle Dockery, britische Schauspielerin
- 16. Dezember: Krysten Ritter, US-amerikanische Schauspielerin
- 22. Dezember: Karin Hanczewski, deutsche Schauspielerin
- 28. Dezember: Sienna Miller, US-amerikanische Schauspielerin
- 31. Dezember: Michael Shulman, US-amerikanischer Schauspieler

### Tag unbekannt
- Björn Ahrens, deutscher Schauspieler
- Felix Hassenfratz, deutscher Regisseur und Drehbuchautor
- Aron Lehmann, deutscher Filmregisseur

## Verstorbene

### Januar bis März
Januar

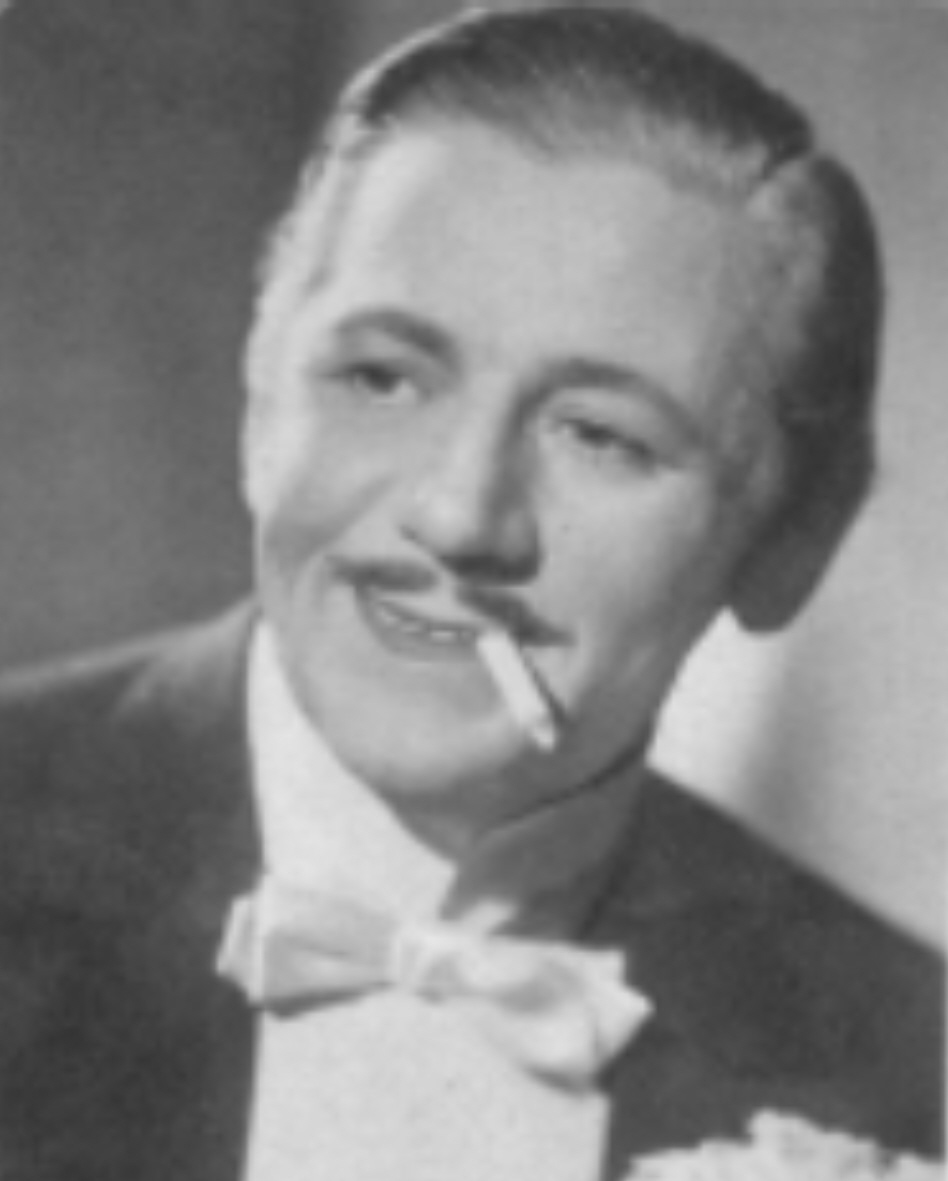
Paul Hörbiger († 5. März)

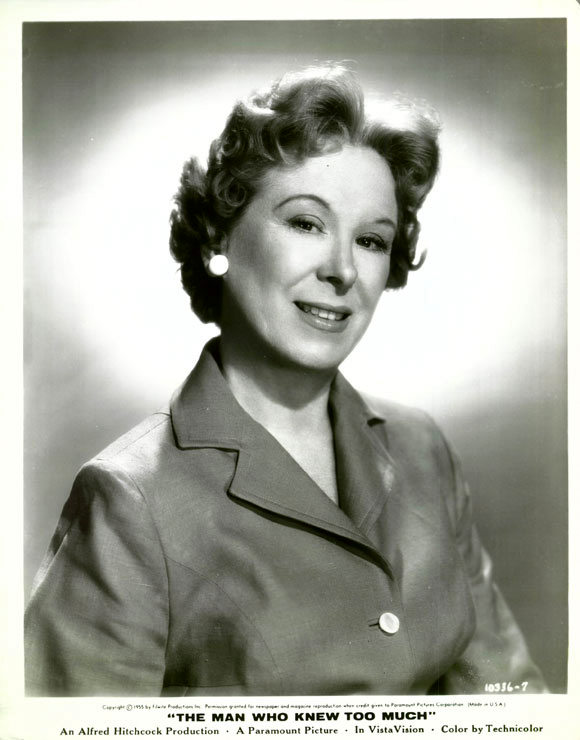
Brenda de Banzie († 5. März)

- 01. Januar: Oumarou Ganda, nigrischer Filmregisseur, Drehbuchautor und Schauspieler (* 1935)
- 05. Januar: Karel Štěpánek, tschechischer Schauspieler (* 1899)
- 10. Januar: Richard Boone, US-amerikanischer Schauspieler (* 1917)
- 11. Januar: Artur Berger, österreichischer Filmarchitekt (* 1892)
- 11. Januar: Beulah Bondi, US-amerikanische Schauspielerin (* 1888)
- 12. Januar: Isobel Elsom, britische Schauspielerin (* 1893)
- 16. Januar: Bernard Lee, britischer Schauspieler (* 1908)
- 26. Januar: Heinrich Richter-Berlin, deutscher Filmarchitekt und Szenenbildner (* 1884)

Februar
- 01. Februar: Wanda Hendrix, US-amerikanische Schauspielerin (* 1928)
- 02. Februar: Louise Lorraine, US-amerikanische Schauspielerin (* 1904)
- 04. Februar: Mario Camerini, italienischer Regisseur (* 1895)
- 08. Februar: Friedrich Hartau, deutscher Schauspieler und Regisseur (* 1911)
- 21. Februar: Ron Grainer, australischer Komponist (* 1922)
- 22. Februar: Curtis Bernhardt, deutscher Regisseur (* 1899)

März
- 04. März: Torin Thatcher, britischer Schauspieler (* 1905)
- 05. März: Paul Hörbiger, österreichischer Schauspieler (* 1894)
- 05. März: Brenda de Banzie, britische Schauspielerin (* 1915)
- 15. März: René Clair, französischer Regisseur (* 1898)
- 20. März: Edith Schultze-Westrum, deutsche Schauspielerin (* 1904)

### April bis Juni
April

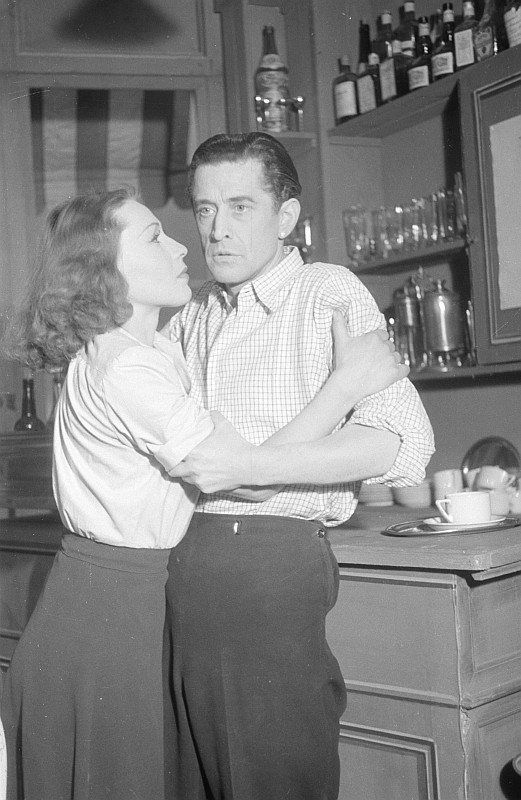
Hans Söhnker, rechts († 20. April)

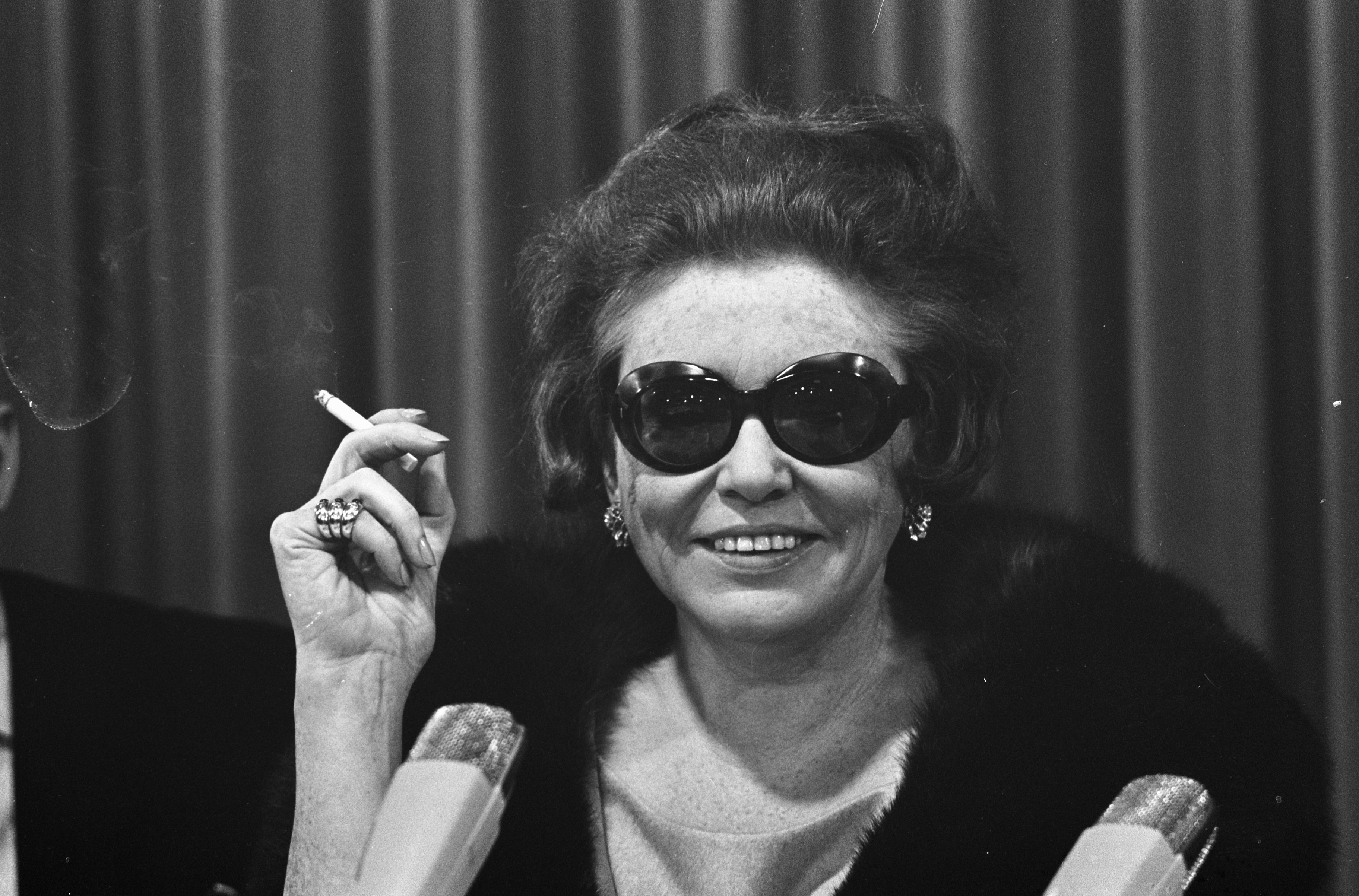
Zarah Leander († 23. Juni)

- 07. April: Norman Taurog, US-amerikanischer Regisseur (* 1899)
- 17. April: Friedl Haerlin, deutsche Schauspielerin (* 1901)
- 20. April: Hans Söhnker, deutscher Schauspieler (* 1903)
- 26. April: Jim Davis, US-amerikanischer Schauspieler (* 1909)
- 26. April: Madge Evans, US-amerikanische Schauspielerin (* 1909)
- 28. April: Adrian Hoven, österreichischer Schauspieler (* 1922)

Mai
- 03. Mai: Nargis, indische Schauspielerin (* 1929)
- 09. Mai: Vivian Gibson, britische Schauspielerin (* 1898)
- 09. Mai: Margaret Lindsay, US-amerikanische Schauspielerin (* 1910)
- 09. Mai: Fritz Umgelter, deutscher Regisseur (* 1922)
- 17. Mai: Hugo Friedhofer, US-amerikanischer Komponist (* 1901)
- 18. Mai: Arthur O’Connell, US-amerikanischer Schauspieler (* 1908)
- 20. Mai: Noboru Nakamura, japanischer Regisseur (* 1913)
- 22. Mai: Boris Sagal, US-amerikanischer Regisseur (* 1917)
- 28. Mai: Henry Blanke, deutsch-amerikanischer Produzent (* 1901)

Juni
- 12. Juni: Evalyn Knapp, US-amerikanische Schauspielerin (* 1906)
- 19. Juni: Lotte Reiniger, deutsche Animationsfilmerin (* 1899)
- 22. Juni: Lola Lane, US-amerikanische Schauspielerin (* 1906)
- 23. Juni: Zarah Leander, schwedische Schauspielerin (* 1907)
- 26. Juni: Don Megowan, US-amerikanischer Schauspieler (* 1922)
- 28. Juni: Peter Kreuder, deutscher Komponist (* 1905)
- 30. Juni: Eduard Marks, deutscher Schauspieler (* 1901)

### Juli bis September
Juli

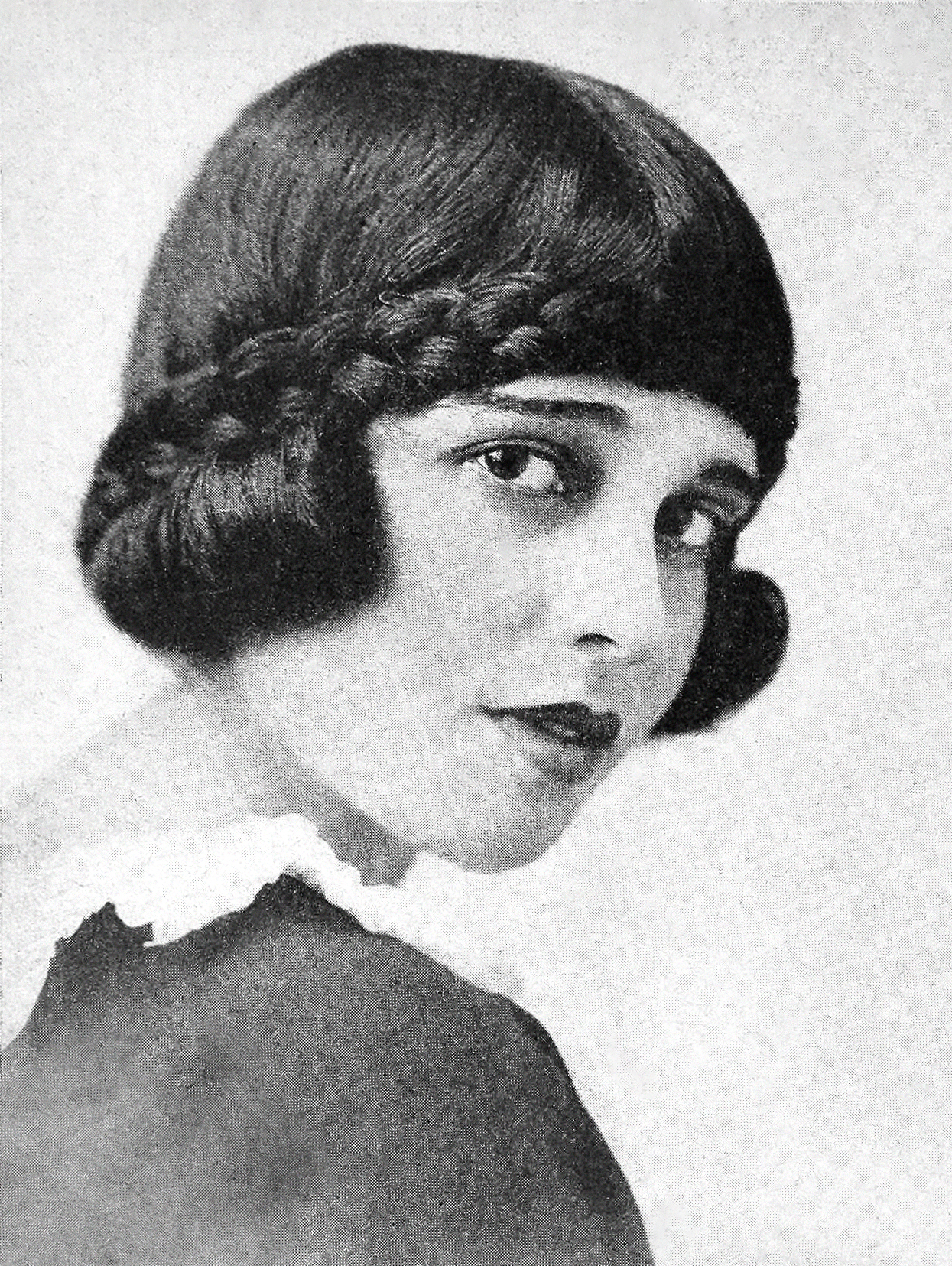
Anita Loos († 18. August)

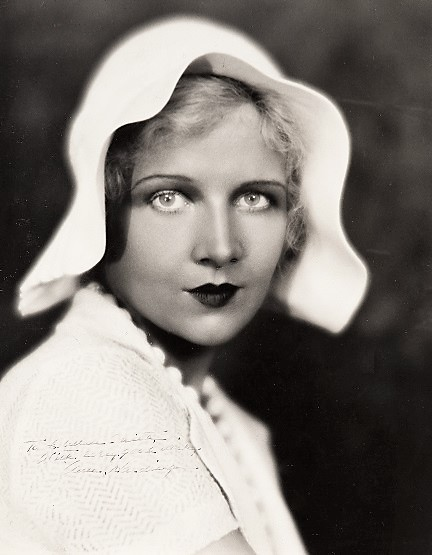
Ann Harding († 1. September)

- 02. Juli: Edward Killy, US-amerikanischer Regisseur (* 1903)
- 03. Juli: Ross Martin, US-amerikanischer Schauspieler (* 1920)
- 04. Juli: Stephen Bosustow, kanadischer Zeichentrickfilmproduzent (* 1911)
- 04. Juli: Jiří Voskovec, tschechischer Schauspieler (* 1905)
- 10. Juli: Kurt Raeck, deutscher Schauspieler und Regisseur (* 1903)
- 19. Juli: Itō Daisuke, japanischer Drehbuchautor und Regisseur (* 1898)
- 27. Juli: William Wyler, US-amerikanischer Regisseur (* 1902)

August
- 01. August: Paddy Chayefsky, US-amerikanischer Drehbuchautor (* 1923)
- 04. August: Melvyn Douglas, US-amerikanischer Schauspieler (* 1901)
- 08. August: Lazar Wechsler, schweizerischer Produzent (* 1896)
- 16. August: Robert Krasker, australischer Kameramann (* 1913)
- 17. August: Giorgio Ferroni, italienischer Regisseur (* 1908)
- 18. August: Anita Loos, US-amerikanische Drehbuchautorin (* 1888)
- 19. August: Jessie Matthews, britische Schauspielerin (* 1907)
- 22. August: Glauber Rocha, brasilianischer Regisseur (* 1938)
- 30. August: Vera-Ellen, US-amerikanische Schauspielerin (* 1921)

September
- 01. September: Ann Harding, US-amerikanische Schauspielerin (* 1901)
- 21. September: Nigel Patrick, britischer Schauspieler (* 1913)
- 23. September: Dan George, US-amerikanischer Schauspieler (* 1899)
- 24. September: Patsy Kelly, US-amerikanische Schauspielerin (* 1910)
- 27. September: Robert Montgomery, US-amerikanischer Schauspieler (* 1904)
- 28. September: Herbert Mensching, deutscher Schauspieler und Synchronsprecher (* 1928)

### Oktober bis Dezember
Oktober

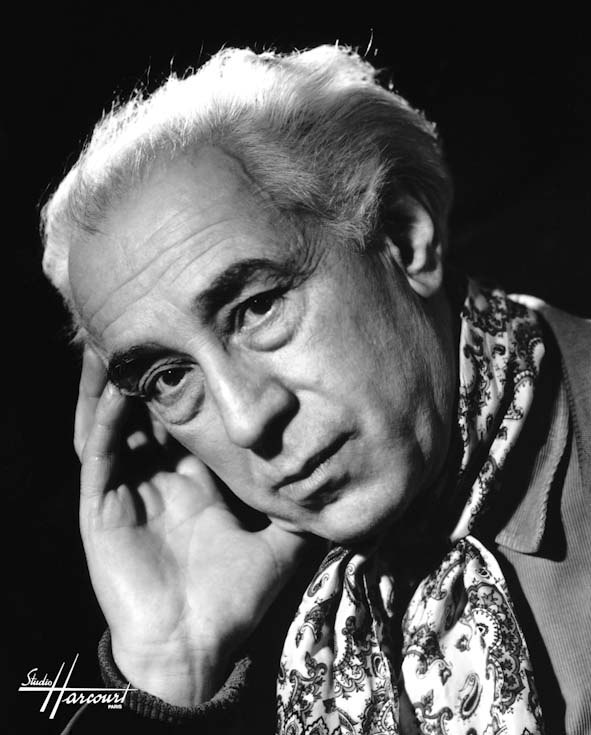
Abel Gance († 10. November)

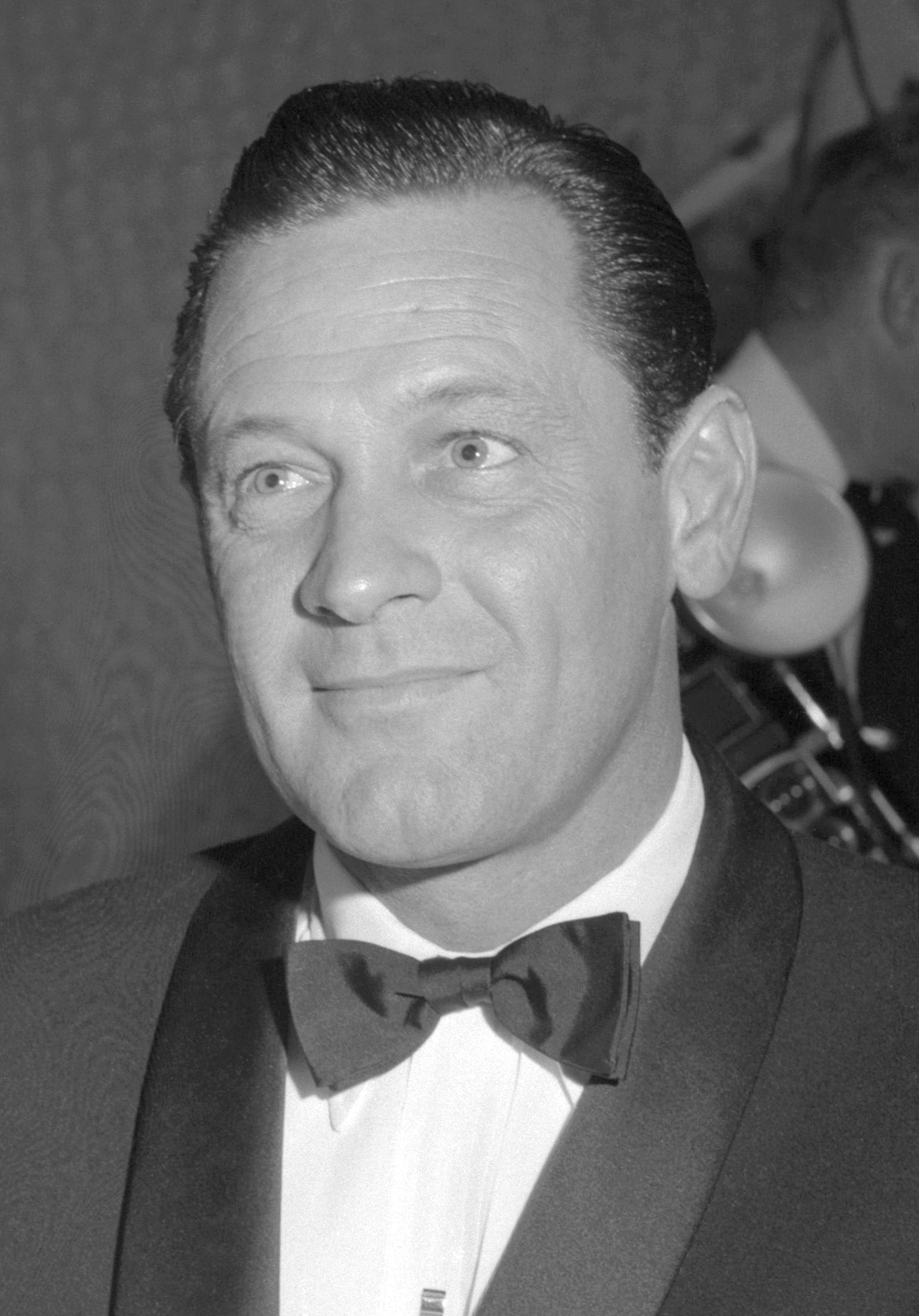
William Holden († 16. November)

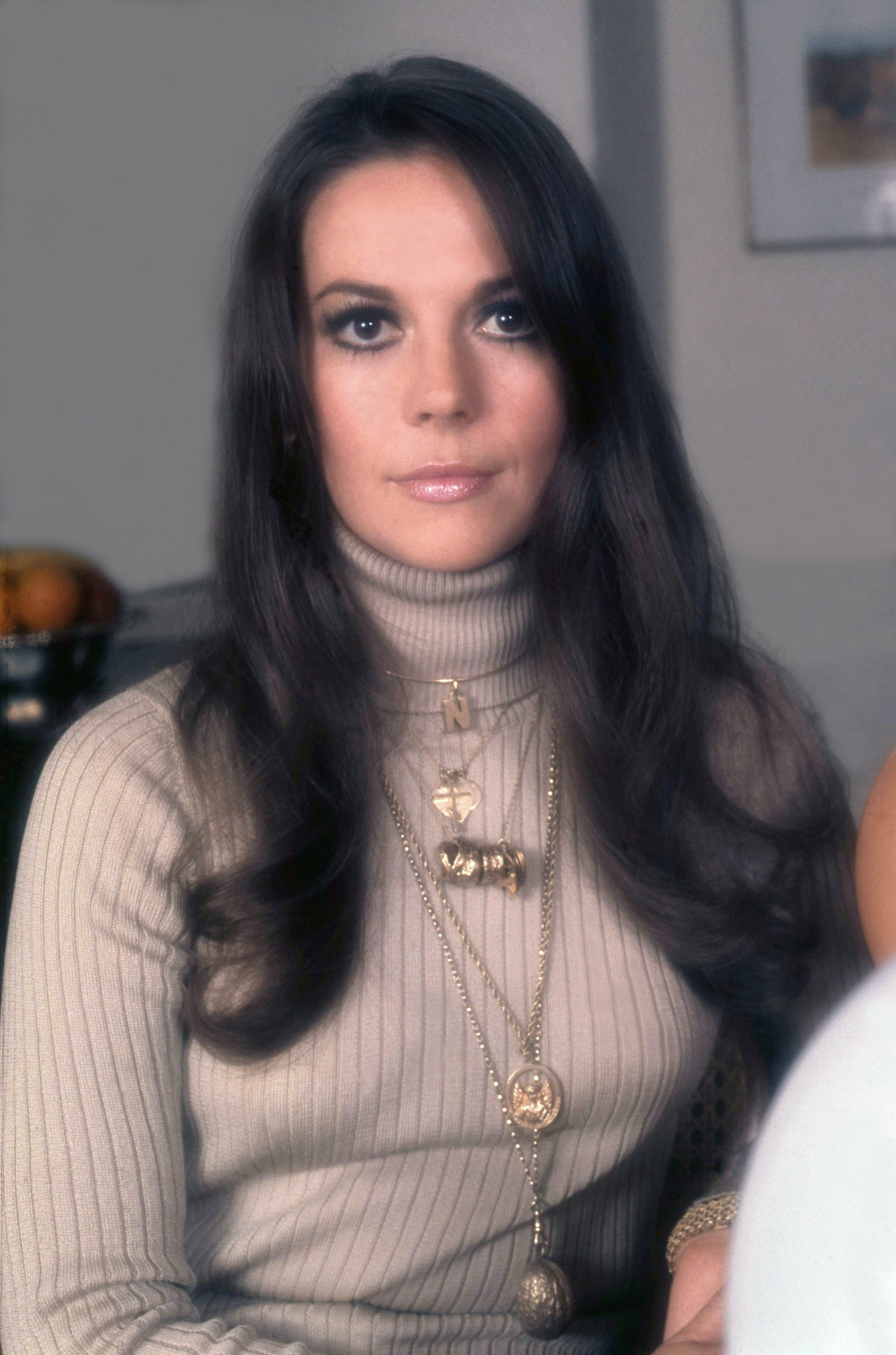
Natalie Wood († 29. November)

- 05. Oktober: Gloria Grahame, US-amerikanische Schauspielerin (* 1923)
- 12. Oktober: Umberto Spadaro, italienischer Schauspieler (* 1904)
- 14. Oktober: Elsa Scholten, deutsche Schauspielerin (* 1902)
- 25. Oktober: Ariel Durant, US-amerikanische Schriftstellerin (* 1898)
- 25. Oktober: Cynthia Harnett, britische Schriftstellerin (* 1893)
- 25. Oktober: Emely Reuer, deutsche Schauspielerin und Synchronsprecherin (* 1942)
- 26. Oktober: Glenn Anders, US-amerikanischer Schauspieler (* 1889)
- 26. Oktober: Reinhold Bernt, deutscher Schauspieler und Drehbuchautor (* 1902)
- 26. Oktober: Jutta Jol, deutsche Schauspielerin (* 1896)
- 26. Oktober: Else Brückner-Rüggeberg, deutsche Schauspielerin und Sprecherin (* 1910)
- 27. Oktober: Nico Dostal, österreichischer Komponist (* 1895)

November
- 02. November: Ghislain Cloquet, belgischer Kameramann (* 1924)
- 05. November: Jean Eustache, französischer Regisseur und Filmeditor (* 1938)
- 09. November: Rolf von Goth, deutscher Schauspieler und Hörspielregisseur (* 1906)
- 10. November: Abel Gance, französischer Regisseur (* 1889)
- 11. November: Alf Brustellin, österreichischer Regisseur und Kameramann (* 1940)
- 16. November: William Holden, US-amerikanischer Schauspieler (* 1918)
- 25. November: Jack Albertson, US-amerikanischer Schauspieler (* 1907)
- 27. November: Lotte Lenya, österreichisch-amerikanische Schauspielerin (* 1898)
- 29. November: Natalie Wood, US-amerikanische Schauspielerin (* 1938)
- 30. November: Robert H. Harris, US-amerikanischer Schauspieler (* 1911)

Dezember
- 02. Dezember: Rudolf Prack, österreichischer Schauspieler (* 1905)
- 05. Dezember: Charles Barton, US-amerikanischer Regisseur (* 1902)
- 16. Dezember: Karl Struss, US-amerikanischer Kameramann (* 1886)
- 16. Dezember: Lawrence Edward Watkin, US-amerikanischer Schriftsteller und Drehbuchautor (* 1901)
- 28. Dezember: Allan Dwan, US-amerikanischer Regisseur (* 1885)